# تل الانفصال

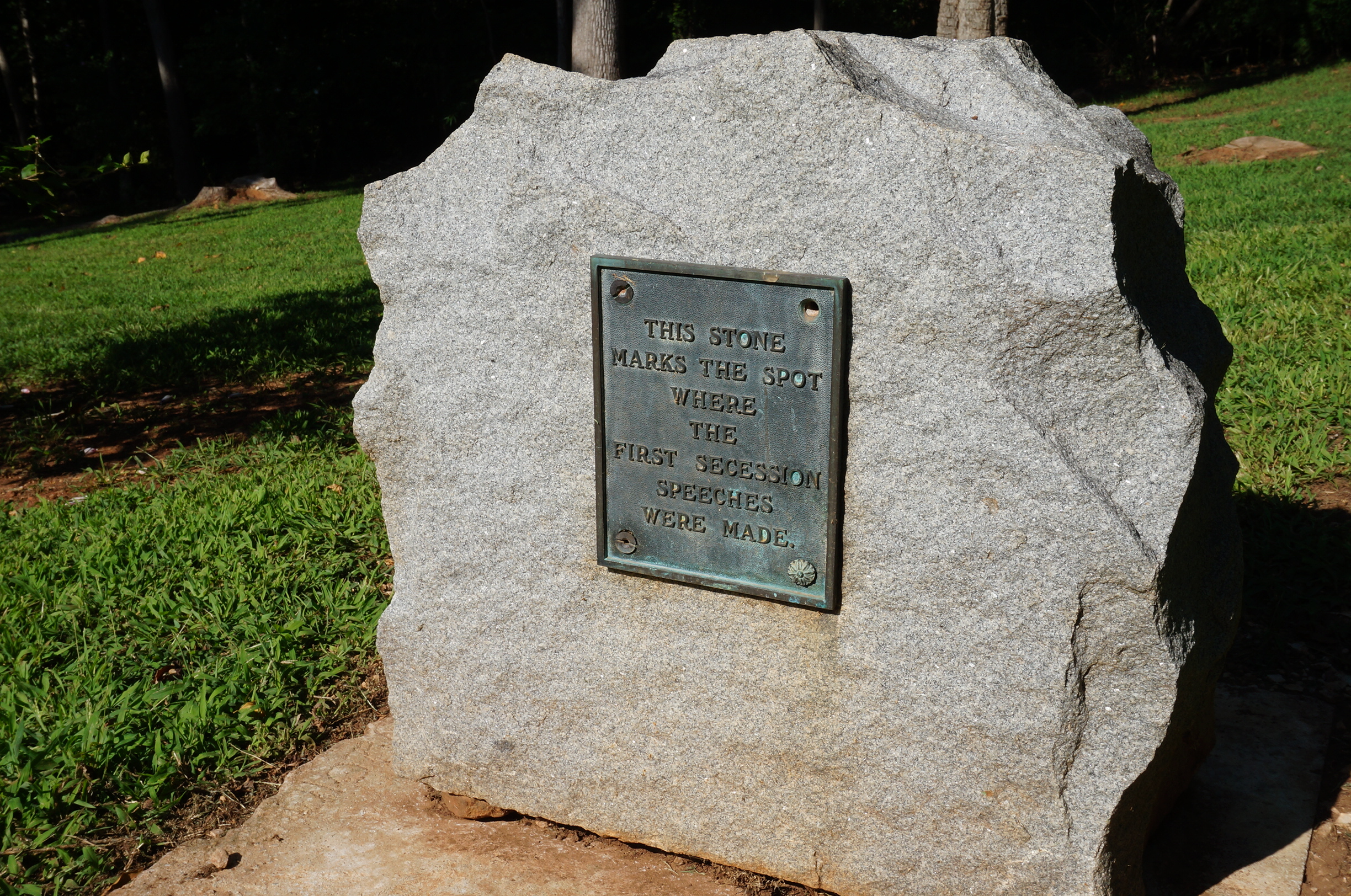

تل الانفصال (بالإنجليزية: Secession Hill)‏ هو تل يقع شرق شارع الانفصال الحديث في أبفيل، كارولينا الجنوبية، اجتمع فيه المواطنون المحليون في 22 نوفمبر 1860 لغرض إصدار مرسوم يقضي بانفصال كارولينا الجنوبية عن الاتحاد خلال الحرب الأهلية الأمريكية.
آبفيل هو اسم مستعار «موطن ولادة الكونفدرالية» وتشكلت في لقاء تل الانفصال.
اليوم يتبع تل الانفصال لكولومبيا وهناك خطط لتطويره إلى حديقة.